# Giải quần vợt Wimbledon 2019 - Tóm tắt từng ngày
Chi tiết Giải quần vợt Wimbledon 2019 theo ngày.
Thời gian tính theo BST (UTC+1).

### Ngày 1 (1 tháng 7)
- Hạt giống bị loại:
  - Đơn nam:  Alexander Zverev [6],  Stefanos Tsitsipas [7],  Gaël Monfils [16],  Dušan Lajović [32]
  - Đơn nữ:  Naomi Osaka [2],  Aryna Sabalenka [10],  Markéta Vondroušová [14],  Caroline Garcia [23],  Daria Kasatkina [29]
- Lịch thi đấu

| Trận đấu trên Sân chính     | Trận đấu trên Sân chính     | Trận đấu trên Sân chính     | Trận đấu trên Sân chính               |
| Trận đấu trên Sân trung tâm | Trận đấu trên Sân trung tâm | Trận đấu trên Sân trung tâm | Trận đấu trên Sân trung tâm           |
| Sự kiện                     | Người thắng                 | Người thua                  | Tỷ số                                 |
| --------------------------- | --------------------------- | --------------------------- | ------------------------------------- |
| Vòng 1 đơn nam              | Novak Djokovic [1]          | Philipp Kohlschreiber       | 6–3, 7–5, 6–3                         |
| Vòng 1 đơn nữ               | Yulia Putintseva            | Naomi Osaka [2]             | 7–6(7–4), 6–2                         |
| Vòng 1 đơn nam              | Kyle Edmund [30]            | Jaume Munar                 | 6–4, 6–4, 6–4                         |
| Trận đấu trên Sân số 1      |                             |                             |                                       |
| Sự kiện                     | Người thắng                 | Người thua                  | Tỷ số                                 |
| Vòng 1 đơn nữ               | Simona Halep [7]            | Aliaksandra Sasnovich       | 6–4, 7–5                              |
| Vòng 1 đơn nam              | Jiří Veselý [Q]             | Alexander Zverev [6]        | 4–6, 6–3, 6–2, 7–5                    |
| Vòng 1 đơn nữ               | Cori Gauff [Q]              | Venus Williams              | 6–4, 6–4                              |
| Trận đấu trên Sân số 2      |                             |                             |                                       |
| Sự kiện                     | Người thắng                 | Người thua                  | Tỷ số                                 |
| Vòng 1 đơn nam              | Stan Wawrinka [22]          | Ruben Bemelmans [Q]         | 6–3, 6–2, 6–2                         |
| Vòng 1 đơn nữ               | Karolína Plíšková [3]       | Zhu Lin                     | 6–2, 7–6(7–4)                         |
| Vòng 1 đơn nam              | Thomas Fabbiano             | Stefanos Tsitsipas [7]      | 6–4, 3–6, 6–4, 6–7(8–10), 6–3         |
| Vòng 1 đơn nữ               | Caroline Wozniacki [14]     | Sara Sorribes Tormo         | 5–4, retired                          |
| Trận đấu trên Sân số 3      |                             |                             |                                       |
| Sự kiện                     | Người thắng                 | Người thua                  | Tỷ số                                 |
| Vòng 1 đơn nam              | Kevin Anderson [4]          | Pierre-Hugues Herbert       | 6–3, 6–4, 6–2                         |
| Vòng 1 đơn nữ               | Magdaléna Rybáriková        | Aryna Sabalenka [10]        | 6–2, 6–4                              |
| Vòng 1 đơn nữ               | Anastasija Sevastova [12]   | Kristie Ahn [Q]             | 6–3, 6–4                              |
| Vòng 1 đơn nam              | Ugo Humbert                 | Gaël Monfils [16]           | 6–7(6–8), 3–6, 6–4, 7–5, 3–0, retired |

### Ngày 2 (2 tháng 7)
- Hạt giống bị loại:
  - Đơn nam:  Dominic Thiem [5],  Denis Shapovalov [29]
  - Đơn nữ:  Donna Vekić [22],  Garbiñe Muguruza [26],  Lesia Tsurenko [32]
- Lịch thi đấu

| Trận đấu trên Sân chính     | Trận đấu trên Sân chính     | Trận đấu trên Sân chính     | Trận đấu trên Sân chính             |
| Trận đấu trên Sân trung tâm | Trận đấu trên Sân trung tâm | Trận đấu trên Sân trung tâm | Trận đấu trên Sân trung tâm         |
| Sự kiện                     | Người thắng                 | Người thua                  | Tỷ số                               |
| --------------------------- | --------------------------- | --------------------------- | ----------------------------------- |
| Vòng 1 đơn nữ               | Angelique Kerber [5]        | Tatjana Maria               | 6–4, 6–3                            |
| Vòng 1 đơn nam              | Roger Federer [2]           | Lloyd Harris                | 3–6, 6–1, 6–2, 6–2                  |
| Vòng 1 đơn nữ               | Serena Williams [11]        | Giulia Gatto-Monticone [Q]  | 6–2, 7–5                            |
| Vòng 1 đơn nữ               | Kiki Bertens [4]            | Mandy Minella               | 6–3, 6–2                            |
| Trận đấu trên Sân số 1      |                             |                             |                                     |
| Sự kiện                     | Người thắng                 | Người thua                  | Tỷ số                               |
| Vòng 1 đơn nữ               | Ashleigh Barty [1]          | Zheng Saisai                | 6–4, 6–2                            |
| Vòng 1 đơn nữ               | Johanna Konta [19]          | Ana Bogdan [Q]              | 7–5, 6–2                            |
| Vòng 1 đơn nam              | Rafael Nadal [3]            | Yūichi Sugita [Q]           | 6–3, 6–1, 6–3                       |
| Vòng 1 đơn nữ               | Alison Riske                | Donna Vekić [22]            | 3–6, 6–3, 7–5                       |
| Trận đấu trên Sân số 2      |                             |                             |                                     |
| Sự kiện                     | Người thắng                 | Người thua                  | Tỷ số                               |
| Vòng 1 đơn nữ               | Sloane Stephens [9]         | Timea Bacsinszky            | 6–2, 6–4                            |
| Vòng 1 đơn nam              | Sam Querrey                 | Dominic Thiem [5]           | 6–7(4–7), 7–6(7–1), 6–3, 6–0        |
| Vòng 1 đơn nữ               | Pauline Parmentier          | Maria Sharapova             | 4–6, 7–6(7–4), 5–0, retired         |
| Vòng 1 đơn nam              | John Isner [9]              | Casper Ruud                 | 6–3, 6–4, 7–6(11–9)                 |
| Trận đấu trên Sân số 3      |                             |                             |                                     |
| Sự kiện                     | Người thắng                 | Người thua                  | Tỷ số                               |
| Vòng 1 đơn nam              | Nick Kyrgios                | Jordan Thompson             | 7–6(7–4), 3–6, 7–6(12–10), 0–6, 6–1 |
| Vòng 1 đơn nữ               | Beatriz Haddad Maia [Q]     | Garbiñe Muguruza [26]       | 6–4, 6–4                            |
| Vòng 1 đơn nữ               | Petra Kvitová [6]           | Ons Jabeur                  | 6–4, 6–2                            |
| Vòng 1 đơn nam              | Marin Čilić [13]            | Adrian Mannarino            | 7–6(8–6), 7–6(7–4), 6–3             |

### Ngày 3 (3 tháng 7)
- Hạt giống bị loại:
  - Đơn nam:  Stan Wawrinka [22],  Kyle Edmund [30]
  - Đơn nữ:  Anastasija Sevastova [12],  Madison Keys [17],  Sofia Kenin [27]
  - Đôi nam:  Kevin Krawietz /  Andreas Mies [13],  Dominic Inglot /  Austin Krajicek [15]
- Lịch thi đấu

| Trận đấu trên Sân chính     | Trận đấu trên Sân chính     | Trận đấu trên Sân chính     | Trận đấu trên Sân chính      |
| Trận đấu trên Sân trung tâm | Trận đấu trên Sân trung tâm | Trận đấu trên Sân trung tâm | Trận đấu trên Sân trung tâm  |
| Sự kiện                     | Người thắng                 | Người thua                  | Tỷ số                        |
| --------------------------- | --------------------------- | --------------------------- | ---------------------------- |
| Vòng 2 đơn nữ               | Karolína Plíšková [3]       | Monica Puig                 | 6–0, 6–4                     |
| Vòng 2 đơn nam              | Fernando Verdasco           | Kyle Edmund [30]            | 4–6, 4–6, 7–6(7–3), 6–3, 6–4 |
| Vòng 2 đơn nam              | Novak Djokovic [1]          | Denis Kudla                 | 6–3, 6–2, 6–2                |
| Trận đấu trên Sân số 1      |                             |                             |                              |
| Sự kiện                     | Người thắng                 | Người thua                  | Tỷ số                        |
| Vòng 2 đơn nữ               | Anett Kontaveit [20]        | Heather Watson              | 7–5, 6–1                     |
| Vòng 2 đơn nam              | Karen Khachanov [10]        | Feliciano López [WC]        | 4–6, 6–4, 7–5, 6–4           |
| Vòng 2 đơn nữ               | Caroline Wozniacki [14]     | Veronika Kudermetova        | 7–6(7–5), 6–3                |
| Vòng 2 đơn nữ               | Cori Gauff [Q]              | Magdaléna Rybáriková        | 6–3, 6–3                     |
| Trận đấu trên Sân số 2      |                             |                             |                              |
| Sự kiện                     | Người thắng                 | Người thua                  | Tỷ số                        |
| Vòng 2 đơn nam              | Reilly Opelka               | Stan Wawrinka [22]          | 7–5, 3–6, 4–6, 6–4, 8–6      |
| Vòng 2 đơn nữ               | Simona Halep [7]            | Mihaela Buzărnescu          | 6–3, 4–6, 6–2                |
| Vòng 2 đơn nam              | Kevin Anderson [4]          | Janko Tipsarević [PR]       | 6–4, 6–7(5–7), 6–1, 6–4      |
| Trận đấu trên Sân số 3      |                             |                             |                              |
| Sự kiện                     | Người thắng                 | Người thua                  | Tỷ số                        |
| Vòng 2 đơn nữ               | Elina Svitolina [8]         | Margarita Gasparyan         | 5–7, 6–5, retired            |
| Vòng 2 đơn nam              | Milos Raonic [15]           | Robin Haase                 | 7–6(7–1), 7–5, 7–6(7–4)      |
| Vòng 2 đơn nam              | Félix Auger-Aliassime [19]  | Corentin Moutet [Q]         | 6–3, 4–6, 6–4, 6–2           |
| Vòng 2 đơn nữ               | Polona Hercog               | Madison Keys [17]           | 6–2, 6–4                     |

### Ngày 4 (4 tháng 7)
- Hạt giống bị loại:
  - Đơn nam:  John Isner [9],  Marin Čilić [13],  Nikoloz Basilashvili [18],  Gilles Simon [20],  Alex de Minaur [25],  Laslo Đere [31]
  - Đơn nữ:  Angelique Kerber [5],  Amanda Anisimova [25]
  - Đôi nữ:  Lucie Hradecká /  Andreja Klepač [11],  Veronika Kudermetova /  Jeļena Ostapenko [14]
- Lịch thi đấu

| Trận đấu trên Sân chính     | Trận đấu trên Sân chính                     | Trận đấu trên Sân chính     | Trận đấu trên Sân chính           |
| Trận đấu trên Sân trung tâm | Trận đấu trên Sân trung tâm                 | Trận đấu trên Sân trung tâm | Trận đấu trên Sân trung tâm       |
| Sự kiện                     | Người thắng                                 | Người thua                  | Tỷ số                             |
| --------------------------- | ------------------------------------------- | --------------------------- | --------------------------------- |
| Vòng 2 đơn nam              | Kei Nishikori [8]                           | Cameron Norrie              | 6−4, 6−4, 6−0                     |
| Vòng 2 đơn nữ               | Johanna Konta [19]                          | Kateřina Siniaková          | 6–3, 6–4                          |
| Vòng 2 đơn nam              | Rafael Nadal [3]                            | Nick Kyrgios                | 6−3, 3−6, 7−6(7−5), 7−6(7−3)      |
| Trận đấu trên Sân số 1      |                                             |                             |                                   |
| Sự kiện                     | Người thắng                                 | Người thua                  | Tỷ số                             |
| Vòng 2 đơn nữ               | Petra Kvitová [6]                           | Kristina Mladenovic         | 7−5, 6−2                          |
| Vòng 2 đơn nam              | Roger Federer [2]                           | Jay Clarke [WC]             | 6–1, 7–6(7–3), 6–2                |
| Vòng 2 đơn nữ               | Serena Williams [11]                        | Kaja Juvan [Q]              | 2–6, 6–2, 6–4                     |
| Vòng 1 đôi nam              | Pierre-Hugues Herbert [PR] Andy Murray [PR] | Marius Copil Ugo Humbert    | 4–6, 6–1, 6–4, 6–0                |
| Trận đấu trên Sân số 2      |                                             |                             |                                   |
| Sự kiện                     | Người thắng                                 | Người thua                  | Tỷ số                             |
| Vòng 2 đơn nữ               | Ashleigh Barty [1]                          | Alison Van Uytvanck         | 6–1, 6–3                          |
| Vòng 2 đơn nam              | Dan Evans                                   | Nikoloz Basilashvili [18]   | 6–3, 6–2, 7–6(7–2)                |
| Vòng 2 đơn nữ               | Lauren Davis [LL]                           | Angelique Kerber [5]        | 2–6, 6–2, 6–1                     |
| Vòng 2 đơn nam              | Matteo Berrettini [17]                      | Marcos Baghdatis [WC]       | 6–1, 7–6(7–4), 6–3                |
| Trận đấu trên Sân số 3      |                                             |                             |                                   |
| Sự kiện                     | Người thắng                                 | Người thua                  | Tỷ số                             |
| Vòng 2 đơn nữ               | Sloane Stephens [9]                         | Wang Yafan                  | 6–0, 6–2                          |
| Vòng 2 đơn nam              | Mikhail Kukushkin                           | John Isner [9]              | 6–4, 6–7(3–7), 4–6, 6–1, 6–4      |
| Vòng 2 đơn nam              | Fabio Fognini [12]                          | Márton Fucsovics            | 6–7(6–8), 6–4, 7–6(7–3), 2–6, 6–3 |

### Ngày 5 (5 tháng 7)
- Hạt giống bị loại:
  - Đơn nam:  Kevin Anderson [4],  Karen Khachanov [10],  Daniil Medvedev [11],  Félix Auger-Aliassime [19]
  - Đơn nữ:  Caroline Wozniacki [14],  Anett Kontaveit [20],  Hsieh Su-wei [28],  Maria Sakkari [31]
  - Đôi nam:  Mate Pavić /  Bruno Soares [4],  Jamie Murray /  Neal Skupski [10]
  - Đôi nữ:  Kirsten Flipkens /  Johanna Larsson [12]
- Lịch thi đấu

| Trận đấu trên Sân chính     | Trận đấu trên Sân chính            | Trận đấu trên Sân chính            | Trận đấu trên Sân chính     |
| Trận đấu trên Sân trung tâm | Trận đấu trên Sân trung tâm        | Trận đấu trên Sân trung tâm        | Trận đấu trên Sân trung tâm |
| Sự kiện                     | Người thắng                        | Người thua                         | Tỷ số                       |
| --------------------------- | ---------------------------------- | ---------------------------------- | --------------------------- |
| Vòng 3 đơn nam              | Guido Pella [26]                   | Kevin Anderson [4]                 | 6–4, 6–3, 7–6(7–4)          |
| Vòng 3 đơn nữ               | Simona Halep [7]                   | Victoria Azarenka                  | 6–3, 6–1                    |
| Vòng 3 đơn nữ               | Cori Gauff [Q]                     | Polona Hercog                      | 3–6, 7–6(9–7), 7–5          |
| Trận đấu trên Sân số 1      |                                    |                                    |                             |
| Sự kiện                     | Người thắng                        | Người thua                         | Tỷ số                       |
| Vòng 3 đơn nữ               | Karolína Plíšková [3]              | Hsieh Su-wei [28]                  | 6–3, 2–6, 6–4               |
| Vòng 3 đơn nam              | Novak Djokovic [1]                 | Hubert Hurkacz                     | 7–5, 6–7(5–7), 6–1, 6–4     |
| Vòng 3 đơn nam              | Ugo Humbert                        | Félix Auger-Aliassime [19]         | 6–4, 7–5, 6–3               |
| Trận đấu trên Sân số 2      |                                    |                                    |                             |
| Sự kiện                     | Người thắng                        | Người thua                         | Tỷ số                       |
| Vòng 3 đơn nữ               | Zhang Shuai                        | Caroline Wozniacki [14]            | 6−4, 6−2                    |
| Vòng 3 đơn nam              | Roberto Bautista Agut [23]         | Karen Khachanov [10]               | 6–3, 7–6(7–3), 6–1          |
| Vòng 3 đơn nam              | David Goffin [21]                  | Daniil Medvedev [11]               | 4–6, 6–2, 3–6, 6–3, 7–5     |
| Vòng 1 đôi nam nữ           | Henri Kontinen Heather Watson      | Marcelo Demoliner Abigail Spears   | 6–3, 6–2                    |
| Trận đấu trên Sân số 3      |                                    |                                    |                             |
| Sự kiện                     | Người thắng                        | Người thua                         | Tỷ số                       |
| Vòng 3 đơn nữ               | Elina Svitolina [8]                | Maria Sakkari [31]                 | 6−3, 6−7(1−7), 6−2          |
| Vòng 3 đơn nữ               | Karolína Muchová                   | Anett Kontaveit [20]               | 7–6(9–7), 6–3               |
| Vòng 3 đơn nam              | Fernando Verdasco                  | Thomas Fabbiano                    | 6–4, 7–6(7–1), 6–4          |
| Vòng 1 đôi nam nữ           | Jamie Murray Bethanie Mattek-Sands | Joe Salisbury [WC] Katy Dunne [WC] | 7–5, 7–6(10–8)              |

### Ngày 6 (6 tháng 7)
- Hạt giống bị loại:
  - Đơn nam:  Fabio Fognini [12],  Diego Schwartzman [24],  Lucas Pouille [27],  Jan-Lennard Struff [33]
  - Đơn nữ:  Kiki Bertens [4],  Sloane Stephens [9],  Belinda Bencic [13],  Wang Qiang [15],  Julia Görges [18]
  - Đôi nam:  Oliver Marach /  Jürgen Melzer [14]
  - Đôi nữ:  Samantha Stosur /  Zhang Shuai [5],  Raquel Atawo /  Lyudmyla Kichenok [16]
  - Đôi nam nữ:  Jean-Julien Rojer /  Demi Schuurs [2],  Neal Skupski /  Chan Hao-ching [9],  Rohan Bopanna /  Aryna Sabalenka [13],  Divij Sharan /  Duan Yingying [16]
- Lịch thi đấu

| Trận đấu trên Sân chính     | Trận đấu trên Sân chính                    | Trận đấu trên Sân chính                     | Trận đấu trên Sân chính     |
| Trận đấu trên Sân trung tâm | Trận đấu trên Sân trung tâm                | Trận đấu trên Sân trung tâm                 | Trận đấu trên Sân trung tâm |
| Sự kiện                     | Người thắng                                | Người thua                                  | Tỷ số                       |
| --------------------------- | ------------------------------------------ | ------------------------------------------- | --------------------------- |
| Vòng 3 đơn nữ               | Ashleigh Barty [1]                         | Harriet Dart [WC]                           | 6−1, 6−1                    |
| Vòng 3 đơn nam              | Rafael Nadal [3]                           | Jo-Wilfried Tsonga                          | 6−2, 6−3, 6−2               |
| Vòng 3 đơn nam              | Roger Federer [2]                          | Lucas Pouille [27]                          | 7−5, 6−2, 7−6(7−4)          |
| Vòng 1 đôi nam nữ           | Andy Murray [PR] Serena Williams [PR]      | Andreas Mies Alexa Guarachi                 | 6−4, 6−1                    |
| Trận đấu trên Sân số 1      |                                            |                                             |                             |
| Sự kiện                     | Người thắng                                | Người thua                                  | Tỷ số                       |
| Vòng 3 đơn nữ               | Serena Williams [11]                       | Julia Görges [18]                           | 6−3, 6−4                    |
| Vòng 3 đơn nữ               | Johanna Konta [19]                         | Sloane Stephens [9]                         | 3−6, 6−4, 6−1               |
| Vòng 3 đơn nam              | João Sousa                                 | Dan Evans                                   | 4−6, 6−4, 7−5, 4−6, 6−4     |
| Trận đấu trên Sân số 2      |                                            |                                             |                             |
| Sự kiện                     | Người thắng                                | Người thua                                  | Tỷ số                       |
| Vòng 2 đơn nữ               | Petra Kvitová [6]                          | Magda Linette                               | 6−3, 6−2                    |
| Vòng 2 đôi nam              | Nikola Mektić [6] Franko Škugor [6]        | Pierre-Hugues Herbert [PR] Andy Murray [PR] | 6−7(4−7), 6−4, 6−2, 6−3     |
| Vòng 1 đôi nam nữ           | Robert Lindstedt Jeļena Ostapenko          | Jay Clarke [WC] Cori Gauff [WC]             | 6−1, 6−4                    |
| Vòng 2 đôi nữ               | Victoria Azarenka [10] Ashleigh Barty [10] | Rebecca Peterson Tamara Zidanšek            | 6−2, 6−3                    |
| Trận đấu trên Sân số 3      |                                            |                                             |                             |
| Sự kiện                     | Người thắng                                | Người thua                                  | Tỷ số                       |
| Vòng 3 đơn nam              | Kei Nishikori [8]                          | Steve Johnson                               | 6−4, 6−3, 6−2               |
| Vòng 3 đơn nữ               | Barbora Strýcová                           | Kiki Bertens [4]                            | 7–5, 6–1                    |
| Vòng 2 đôi nam              | Bob Bryan [7] Mike Bryan [7]               | Marcelo Arévalo Miguel Ángel Reyes-Varela   | 6−7(13−15), 6−3, 6−4, 6−1   |
| Vòng 2 đôi nam nữ           | John Peers [4] Zhang Shuai [4]             | Henri Kontinen Heather Watson               | 4−6, 6−3, 6−4               |

### Chủ nhật (7 tháng 7)
Theo truyền thống, Chủ Nhật là ngày nghỉ và không có trận đấu nào diễn ra.

### Ngày 7 (8 tháng 7)
- Hạt giống bị loại:
  - Đơn nam:  Milos Raonic [15],  Matteo Berrettini [17],  Benoît Paire [28]
  - Đơn nữ:  Ashleigh Barty [1],  Karolína Plíšková [3],  Petra Kvitová [6],  Elise Mertens [21],  Petra Martić [24],  Carla Suárez Navarro [30]
  - Đôi nam:  Nikola Mektić /  Franko Škugor [6],  Bob Bryan /  Mike Bryan [7],  Máximo González /  Horacio Zeballos [9],  Robin Haase /  Frederik Nielsen [16]
  - Đôi nữ:  Victoria Azarenka /  Ashleigh Barty [10],  Duan Yingying /  Zheng Saisai [13]
  - Đôi nam nữ:  Máximo González /  Xu Yifan [7],  Michael Venus /  Katarina Srebotnik [10]
- Lịch thi đấu

| Trận đấu trên Sân chính     | Trận đấu trên Sân chính              | Trận đấu trên Sân chính       | Trận đấu trên Sân chính      |
| Trận đấu trên Sân trung tâm | Trận đấu trên Sân trung tâm          | Trận đấu trên Sân trung tâm   | Trận đấu trên Sân trung tâm  |
| Sự kiện                     | Người thắng                          | Người thua                    | Tỷ số                        |
| --------------------------- | ------------------------------------ | ----------------------------- | ---------------------------- |
| Vòng 4 đơn nam              | Rafael Nadal [3]                     | João Sousa                    | 6−2, 6−2, 6−2                |
| Vòng 4 đơn nữ               | Johanna Konta [19]                   | Petra Kvitová [6]             | 4−6, 6−2, 6−4                |
| Vòng 4 đơn nam              | Roger Federer [2]                    | Matteo Berrettini [17]        | 6−1, 6−2, 6−2                |
| Trận đấu trên Sân số 1      |                                      |                               |                              |
| Sự kiện                     | Người thắng                          | Người thua                    | Tỷ số                        |
| Vòng 4 đơn nữ               | Serena Williams [11]                 | Carla Suárez Navarro [30]     | 6−2, 6−2                     |
| Vòng 4 đơn nữ               | Simona Halep [7]                     | Cori Gauff [Q]                | 6–3, 6–3                     |
| Vòng 4 đơn nam              | Novak Djokovic [1]                   | Ugo Humbert                   | 6–3, 6–2, 6–3                |
| Vòng 2 đôi nam nữ           | Franko Škugor [12] Raluca Olaru [12] | Frances Tiafoe Venus Williams | 6−3, 6−1                     |
| Trận đấu trên Sân số 2      |                                      |                               |                              |
| Sự kiện                     | Người thắng                          | Người thua                    | Tỷ số                        |
| Vòng 4 đơn nữ               | Alison Riske                         | Ashleigh Barty [1]            | 3−6, 6−2, 6−3                |
| Vòng 4 đơn nữ               | Karolína Muchová                     | Karolína Plíšková [3]         | 4−6, 7–5, 13−11              |
| Vòng 4 đơn nam              | Kei Nishikori [8]                    | Mikhail Kukushkin             | 6−3, 3−6, 6−3, 6−4           |
| Trận đấu trên Sân số 3      |                                      |                               |                              |
| Sự kiện                     | Người thắng                          | Người thua                    | Tỷ số                        |
| Vòng 4 đơn nữ               | Elina Svitolina [8]                  | Petra Martić [24]             | 6–4, 6–2                     |
| Vòng 4 đơn nam              | David Goffin [21]                    | Fernando Verdasco             | 7−6(11−9), 2−6, 6−3, 6−4     |
| Vòng 4 đơn nam              | Guido Pella [26]                     | Milos Raonic [15]             | 3−6, 4−6, 6−3, 7−6(7−3), 8−6 |

### Ngày 8 (9 tháng 7)
- Hạt giống bị loại:
  - Đơn nữ:  Johanna Konta [19]
  - Đôi nam:  Łukasz Kubot /  Marcelo Melo [1],  Jean-Julien Rojer /  Horia Tecău [5],  Rajeev Ram /  Joe Salisbury [12]
  - Đôi nữ:  Nicole Melichar /  Květa Peschke [7],  Chan Hao-ching /  Latisha Chan [9],  Irina-Camelia Begu /  Monica Niculescu [15]
  - Đôi nam nữ:  Nikola Mektić /  Alicja Rosolska [6],  Fabrice Martin /  Raquel Atawo [14]
- Lịch thi đấu

| Trận đấu trên Sân chính              | Trận đấu trên Sân chính                        | Trận đấu trên Sân chính                 | Trận đấu trên Sân chính        |
| Trận đấu trên Sân trung tâm          | Trận đấu trên Sân trung tâm                    | Trận đấu trên Sân trung tâm             | Trận đấu trên Sân trung tâm    |
| Sự kiện                              | Người thắng                                    | Người thua                              | Tỷ số                          |
| ------------------------------------ | ---------------------------------------------- | --------------------------------------- | ------------------------------ |
| Tứ kết đơn nữ                        | Serena Williams [11]                           | Alison Riske                            | 6–4, 4–6, 6–3                  |
| Tứ kết đơn nữ                        | Barbora Strýcová                               | Johanna Konta [19]                      | 7–6(7–5), 6–1                  |
| Vòng 2 đôi nam nữ                    | Andy Murray Serena Williams                    | Fabrice Martin [14] Raquel Atawo [14]   | 7–5, 6–3                       |
| Trận đấu trên Sân số 1               |                                                |                                         |                                |
| Sự kiện                              | Người thắng                                    | Người thua                              | Tỷ số                          |
| Tứ kết đơn nữ                        | Simona Halep [7]                               | Zhang Shuai                             | 7–6(7–4), 6–1                  |
| Tứ kết đơn nữ                        | Elina Svitolina [8]                            | Karolína Muchová                        | 7–5, 6–4                       |
| Tứ kết đôi nam                       | Nicolas Mahut [11] Édouard Roger-Vasselin [11] | Łukasz Kubot [1] Marcelo Melo [1]       | 7–6(7–3), 6–7(7–5), 6–3, 6–3   |
| Trận đấu trên Sân số 2               |                                                |                                         |                                |
| Sự kiện                              | Người thắng                                    | Người thua                              | Tỷ số                          |
| Vòng 3 đôi nam nữ                    | Evan Hoyt [WC] Eden Silva [WC]                 | Joran Vliegen Zheng Saisai              | 5−7, 7−6(7−5), 6−4             |
| Vòng 3 đôi nữ                        | Tímea Babos [1] Kristina Mladenovic [1]        | Nicole Melichar [7] Květa Peschke [7]   | 2−6, 6−2, 9−7                  |
| Tứ kết đôi nam                       | Juan Sebastián Cabal [2] Robert Farah [2]      | Jean-Julien Rojer [5] Horia Tecău [5]   | 6−4, 3−6, 6–7(8–10), 6−4, 11−9 |
| Trận đấu trên Sân số 3               |                                                |                                         |                                |
| Sự kiện                              | Người thắng                                    | Người thua                              | Tỷ số                          |
| Vòng bảng đôi nam khách mời cao tuổi | Jacco Eltingh Paul Haarhuis                    | Henri Leconte Patrick McEnroe           | 6−3, 7−5                       |
| Vòng 3 đôi nữ                        | Elise Mertens [6] Aryna Sabalenka [6]          | Chan Hao-ching [9] Latisha Chan [9]     | 7−5, 6−3                       |
| Vòng 3 đôi nam nữ                    | Franko Škugor [12] Raluca Olaru [12]           | Nikola Mektić [6] Alicja Rosolska [6]   | 6−2, 6−2                       |
| Vòng bảng đôi nam khách mời cao tuổi | Jonas Björkman Todd Woodbridge                 | Jeremy Bates Andrew Castle              | 6−4, 6−2                       |
| Vòng bảng đôi nữ khách mời           | Cara Black Martina Navratilova                 | Anne Keothavong Arantxa Sánchez Vicario | 6−3, 6−2                       |

### Ngày 9 (10 tháng 7)
- Hạt giống bị loại:
  - Đơn nam:  Kei Nishikori [8],  David Goffin [21],  Guido Pella [26]
  - Đôi nam:  Henri Kontinen /  John Peers [8]
  - Đôi nữ:  Elise Mertens /  Aryna Sabalenka [6],  Anna-Lena Grönefeld /  Demi Schuurs [8]
  - Đôi nam nữ:  Mate Pavić /  Gabriela Dabrowski [3],  John Peers /  Zhang Shuai [4],  Édouard Roger-Vasselin /  Andreja Klepač [11]
- Lịch thi đấu

| Trận đấu trên Sân chính     | Trận đấu trên Sân chính                       | Trận đấu trên Sân chính                         | Trận đấu trên Sân chính      |
| Trận đấu trên Sân trung tâm | Trận đấu trên Sân trung tâm                   | Trận đấu trên Sân trung tâm                     | Trận đấu trên Sân trung tâm  |
| Sự kiện                     | Người thắng                                   | Người thua                                      | Tỷ số                        |
| --------------------------- | --------------------------------------------- | ----------------------------------------------- | ---------------------------- |
| Tứ kết đơn nam              | Novak Djokovic [1]                            | David Goffin [21]                               | 6−4, 6−0, 6−2                |
| Tứ kết đơn nam              | Roger Federer [2]                             | Kei Nishikori [8]                               | 4−6, 6−1, 6−4, 6−4           |
| Vòng bảng đôi nữ khách mời  | Cara Black Martina Navratilova                | Mary Joe Fernández Ai Sugiyama                  | 6−3, 6−3                     |
| Trận đấu trên Sân số 1      |                                               |                                                 |                              |
| Sự kiện                     | Người thắng                                   | Người thua                                      | Tỷ số                        |
| Tứ kết đơn nam              | Roberto Bautista Agut [23]                    | Guido Pella [26]                                | 7−5, 6−4, 3−6, 6−3           |
| Tứ kết đơn nam              | Rafael Nadal [3]                              | Sam Querrey                                     | 7−5, 6−2, 6−2                |
| Vòng bảng đôi nam khách mời | Thomas Enqvist Thomas Johansson               | Jamie Delgado Jonathan Marray                   | 2−6, 7−6(9−7), [10−8]        |
| Trận đấu trên Sân số 2      |                                               |                                                 |                              |
| Sự kiện                     | Người thắng                                   | Người thua                                      | Tỷ số                        |
| Tứ kết đôi nữ               | Barbora Krejčíková [2] Kateřina Siniaková [2] | Anna-Lena Grönefeld [8] Demi Schuurs [8]        | 6−2, 7−6(7−1)                |
| Tứ kết đôi nữ               | Hsieh Su-wei [3] Barbora Strýcová [3]         | Elise Mertens [6] Aryna Sabalenka [6]           | 6−4, 6−2                     |
| Vòng 3 đôi nam nữ           | Bruno Soares [1] Nicole Melichar [1]          | Andy Murray Serena Williams                     | 6−3, 4−6, 6−2                |
| Vòng bảng đôi nam khách mời | Xavier Malisse Max Mirnyi                     | Mario Ančić Wayne Black                         | 6−3, 6−4                     |
| Trận đấu trên Sân số 3      |                                               |                                                 |                              |
| Sự kiện                     | Người thắng                                   | Người thua                                      | Tỷ số                        |
| Vòng bảng đôi nam khách mời | Arnaud Clément Michaël Llodra                 | Fernando González Sébastien Grosjean            | 6−3, 3−6, [11−9]             |
| Tứ kết đôi nam              | Raven Klaasen [3] Michael Venus [3]           | Henri Kontinen [8] John Peers [8]               | 4−6, 6−3, 6−7(5−7), 6−4, 6−3 |
| Vòng 3 đôi nam nữ           | Ivan Dodig [8] Latisha Chan [8]               | Édouard Roger-Vasselin [11] Andreja Klepač [11] | 2−6, 6−3, 6−4                |
| Vòng 3 đôi nam nữ           | Robert Lindstedt Jeļena Ostapenko             | John Peers [4] Zhang Shuai [4]                  | 2−6, 7−5, 6−4                |

### Ngày 10 (11 tháng 7)
- Hạt giống bị loại:
  - Đơn nữ:  Elina Svitolina [8]
  - Đôi nam:  Raven Klaasen /  Michael Venus [3]
  - Đôi nam nữ:  Bruno Soares /  Nicole Melichar [1],  Franko Škugor /  Raluca Olaru [12]
- Lịch thi đấu

| Trận đấu trên Sân chính              | Trận đấu trên Sân chính                              | Trận đấu trên Sân chính                     | Trận đấu trên Sân chính      |
| Trận đấu trên Sân trung tâm          | Trận đấu trên Sân trung tâm                          | Trận đấu trên Sân trung tâm                 | Trận đấu trên Sân trung tâm  |
| Sự kiện                              | Người thắng                                          | Người thua                                  | Tỷ số                        |
| ------------------------------------ | ---------------------------------------------------- | ------------------------------------------- | ---------------------------- |
| Bán kết đơn nữ                       | Simona Halep [7]                                     | Elina Svitolina [8]                         | 6–1, 6–3                     |
| Bán kết đơn nữ                       | Serena Williams [11]                                 | Barbora Strýcová                            | 6–1, 6–2                     |
| Bán kết đôi nam                      | Juan Sebastián Cabal [2] Robert Farah [2]            | Raven Klaasen [3] Michael Venus [3]         | 6−4, 6−7(4−7), 7−6(7−2), 6−4 |
| Trận đấu trên Sân số 1               |                                                      |                                             |                              |
| Sự kiện                              | Người thắng                                          | Người thua                                  | Tỷ số                        |
| Bán kết đôi nam                      | Nicolas Mahut [11] Édouard Roger-Vasselin [11]       | Ivan Dodig Filip Polášek                    | 6–2, 7–6(9–7), 7–6(7–2)      |
| Tứ kết đôi nam nữ                    | Matwé Middelkoop Yang Zhaoxuan                       | Bruno Soares [1] Nicole Melichar [1]        | 6−4, 6−3                     |
| Tứ kết đôi nam nữ                    | Robert Lindstedt Jeļena Ostapenko                    | Franko Škugor [12] Raluca Olaru [12]        | 6−7(6−8), 6−3, 7−5           |
| Trận đấu trên Sân số 2               |                                                      |                                             |                              |
| Sự kiện                              | Người thắng                                          | Người thua                                  | Tỷ số                        |
| Vòng bảng đôi nam khách mời cao tuổi | Wayne Ferreira Mark Woodforde                        | Jeremy Bates Andrew Castle                  | 7–5, 7–6(7–3)                |
| Vòng bảng đôi nữ khách mời           | Iva Majoli Magdalena Maleeva                         | Anne Keothavong Arantxa Sánchez Vicario     | 6–4, 6–4                     |
| Tứ kết đôi nam nữ                    | Wesley Koolhof [5] Květa Peschke [5]                 | Artem Sitak Laura Siegemund                 | 6–1, 6–2                     |
| Vòng bảng đôi nam khách mời cao tuổi | Jonas Björkman Todd Woodbridge                       | Mansour Bahrami Chris Wilkinson             | 6−4, 6−3                     |
| Tứ kết đôi nam nữ                    | Ivan Dodig [8] Latisha Chan [8]                      | Evan Hoyt [WC] Eden Silva [WC]              | 7−5, 7−6(7−5)                |
| Trận đấu trên Sân số 3               |                                                      |                                             |                              |
| Sự kiện                              | Người thắng                                          | Người thua                                  | Tỷ số                        |
| Tứ kết đơn nam trẻ                   | Shintaro Mochizuki [8]                               | Anton Matusevich                            | 6–3, 6–3                     |
| Tứ kết đơn nữ trẻ                    | Emma Navarro [1]                                     | Natsumi Kawaguchi [6]                       | 4−6, 6−1, 6−1                |
| Vòng 2 đôi nam trẻ                   | Shintaro Mochizuki [2] Holger Vitus Nødskov Rune [2] | Nicolás Álvarez Varona Juan Bautista Torres | 2–6, 7–5, 6–2                |
| Vòng 2 đôi nữ trẻ                    | Polina Kudermetova Giulia Morlet                     | Natsumi Kawaguchi [3] Adrienn Nagy [3]      | 4−6, 6−4, 7−5                |
| Vòng bảng đôi nam khách mời cao tuổi | Greg Rusedski Fabrice Santoro                        | Henri Leconte Patrick McEnroe               | 6−4, 6−2                     |

### Ngày 11 (12 tháng 7)
- Hạt giống bị loại:
  - Đơn nam:  Rafael Nadal [3],  Roberto Bautista Agut [23]
  - Đôi nữ:  Tímea Babos /  Kristina Mladenovic [1],  Barbora Krejčíková /  Kateřina Siniaková [2]
  - Đôi nam nữ:  Wesley Koolhof /  Květa Peschke [5]
- Lịch thi đấu

| Trận đấu trên Sân chính              | Trận đấu trên Sân chính             | Trận đấu trên Sân chính                       | Trận đấu trên Sân chính     |
| Trận đấu trên Sân trung tâm          | Trận đấu trên Sân trung tâm         | Trận đấu trên Sân trung tâm                   | Trận đấu trên Sân trung tâm |
| Sự kiện                              | Người thắng                         | Người thua                                    | Tỷ số                       |
| ------------------------------------ | ----------------------------------- | --------------------------------------------- | --------------------------- |
| Bán kết đơn nam                      | Novak Djokovic [1]                  | Roberto Bautista Agut [23]                    | 6−2, 4−6, 6−3, 6−2          |
| Bán kết đơn nam                      | Roger Federer [2]                   | Rafael Nadal [3]                              | 7−6(7−3), 1−6, 6−3, 6−4     |
| Trận đấu trên Sân số 1               |                                     |                                               |                             |
| Sự kiện                              | Người thắng                         | Người thua                                    | Tỷ số                       |
| Bán kết đôi nữ                       | Gabriela Dabrowski [4] Xu Yifan [4] | Barbora Krejčíková [2] Kateřina Siniaková [2] | 6−1, 3−6, 6−3               |
| Bán kết đôi nữ                       | Hsieh Su-wei Barbora Strýcová [3]   | Tímea Babos Kristina Mladenovic [1]           | 7−6(7−5), 6−4               |
| Bán kết đôi nam nữ                   | Robert Lindstedt Jeļena Ostapenko   | Matwé Middelkoop Yang Zhaoxuan                | 7−5, 6−2                    |
| Vòng bảng đôi nam khách mời          | Colin Fleming Ross Hutchins         | Fernando González Sébastien Grosjean          | 7−5, 6−4                    |
| Trận đấu trên Sân số 3               |                                     |                                               |                             |
| Sự kiện                              | Người thắng                         | Người thua                                    | Tỷ số                       |
| Vòng bảng đôi nam khách mời          | Xavier Malisse Max Mirnyi           | Jamie Delgado Jonathan Marray                 | 7−6(7−5), 6−2               |
| Vòng bảng đôi nam khách mời cao tuổi | Jacco Eltingh Paul Haarhuis         | Greg Rusedski Fabrice Santoro                 | 3−6, 1−1, retired           |
| Vòng bảng đôi nữ khách mời           | Cara Black Martina Navratilova      | Iva Majoli Magdalena Maleeva                  | 6−3, 6−4                    |
| Bán kết đôi nam nữ                   | Ivan Dodig [8] Latisha Chan [8]     | Wesley Koolhof [5] Květa Peschke [5]          | 7−5, 6−4                    |

### Ngày 12 (13 tháng 7)
- Hạt giống bị loại:
  - Đơn nữ:  Serena Williams [11]
  - Đôi nam:  Nicolas Mahut /  Édouard Roger-Vasselin [11]
- Lịch thi đấu

| Trận đấu trên Sân chính              | Trận đấu trên Sân chính               | Trận đấu trên Sân chính                   | Trận đấu trên Sân chính                     |
| Trận đấu trên Sân trung tâm          | Trận đấu trên Sân trung tâm           | Trận đấu trên Sân trung tâm               | Trận đấu trên Sân trung tâm                 |
| Sự kiện                              | Người thắng                           | Người thua                                | Tỷ số                                       |
| ------------------------------------ | ------------------------------------- | ----------------------------------------- | ------------------------------------------- |
| Chung kết đơn nữ                     | Simona Halep [7]                      | Serena Williams [11]                      | 6−2, 6−2                                    |
| Chung kết đôi nam                    | Juan Sebastián Cabal Robert Farah [2] | Nicolas Mahut Édouard Roger-Vasselin [11] | 6−7(5−7), 7−6(7−5), 7−6(8−6), 6−7(5−7), 6−3 |
| Trận đấu trên Sân số 1               |                                       |                                           |                                             |
| Sự kiện                              | Người thắng                           | Người thua                                | Tỷ số                                       |
| Chung kết đơn nữ trẻ                 | Daria Snigur                          | Alexa Noel [10]                           | 6−4, 6−4                                    |
| Vòng bảng đôi nam khách mời cao tuổi | Jeremy Bates Andrew Castle            | Mansour Bahrami Chris Wilkinson           | 6−4, 3−6, [10−4]                            |
| Vòng bảng đôi nam khách mời          | Arnaud Clément Michaël Llodra         | Tommy Haas Mark Philippoussis             | 6−3, 6−4                                    |
| Vòng bảng đôi nam khách mời cao tuổi | Jonas Björkman Todd Woodbridge        | Wayne Ferreira Mark Woodforde             | 6−3, 6−3                                    |
| Trận đấu trên Sân số 3               |                                       |                                           |                                             |
| Sự kiện                              | Người thắng                           | Người thua                                | Tỷ số                                       |
| Chung kết đôi nam xe lăn             | Joachim Gérard [2] Stefan Olsson [2]  | Alfie Hewett Gordon Reid                  | 6–4, 6–2                                    |
| Chung kết đơn nữ xe lăn              | Aniek van Koot                        | Diede de Groot [1]                        | 6−4, 4−6, 7−5                               |
| Vòng bảng đôi nam khách mời          | Mario Ančić Wayne Black               | Thomas Enqvist Thomas Johansson           | 7−6(8−6), 7−5                               |

### Ngày 13 (14 tháng 7)
- Hạt giống bị loại:
  - Đơn nam:  Roger Federer [2]
  - Đôi nữ:  Gabriela Dabrowski /  Xu Yifan [4]
- Lịch thi đấu

| Trận đấu trên Sân chính     | Trận đấu trên Sân chính               | Trận đấu trên Sân chính               | Trận đấu trên Sân chính                  |
| Trận đấu trên Sân trung tâm | Trận đấu trên Sân trung tâm           | Trận đấu trên Sân trung tâm           | Trận đấu trên Sân trung tâm              |
| Sự kiện                     | Người thắng                           | Người thua                            | Tỷ số                                    |
| --------------------------- | ------------------------------------- | ------------------------------------- | ---------------------------------------- |
| Chung kết đơn nam           | Novak Djokovic [1]                    | Roger Federer [2]                     | 7–6(7–5), 1–6, 7–6(7–4), 4–6, 13–12(7–3) |
| Chung kết đôi nữ            | Hsieh Su-wei [3] Barbora Strýcová [3] | Gabriela Dabrowski [4] Xu Yifan [4]   | 6−2, 6−4                                 |
| Trận đấu trên Sân số 1      |                                       |                                       |                                          |
| Sự kiện                     | Người thắng                           | Người thua                            | Tỷ số                                    |
| Chung kết đơn nam trẻ       | Shintaro Mochizuki [8]                | Carlos Gimeno Valero                  | 6–3, 6–2                                 |
| Chung kết đôi nam nữ        | Ivan Dodig [8] Latisha Chan [8]       | Robert Lindstedt Jeļena Ostapenko     | 6–2, 6–3                                 |
| Chung kết đôi nữ khách mời  | Cara Black Martina Navratilova        | Marion Bartoli Daniela Hantuchová     | 6–0, 3–6, [10–8]                         |
| Trận đấu trên Sân số 3      |                                       |                                       |                                          |
| Sự kiện                     | Người thắng                           | Người thua                            | Tỷ số                                    |
| Chung kết đôi nữ xe lăn     | Diede de Groot [1] Aniek van Koot [1] | Marjolein Buis [2] Giulia Capocci [2] | 6−1, 6−1                                 |
| Chung kết đôi nam xe lăn    | Gustavo Fernández [2]                 | Shingo Kunieda [1]                    | 4–6, 6–3, 6–2                            |